# 351 (číslo)
Tři sta padesát jedna je přirozené číslo, které následuje po čísle tři sta padesát a předchází číslu tři sta padesát dva. Římskými číslicemi se zapisuje CCCLI a řeckými číslicemi τνα.

## Matematika
351 je:
- Deficientní číslo
- Nešťastné číslo
- Trojúhelníkové číslo
- Součet pěti po sobě jdoucích prvočísel (61 + 67 + 71 + 73 + 79)

## Astronomie
- (351) Yrsa je planetka hlavního pásu, kterou objevil v roce 1892 Max Wolf

## Doprava
- Silnice II/351 je česká silnice II. třídy vedoucí na trase Chotěboř – Česká Bělá – Přibyslav – Polná – Kamenice – Třebíč – Dalešice[1][2][3][4][5][6][7]

## Ostatní
- +351 je mezinárodní telefonní předvolba Portugalska

## Roky
- 351
- 351 př. n. l.